# Dolný Štál
Dolný Štál (maďarsky Alistál) je obec na Slovensku v okrese Dunajská Streda, na Žitném ostrově. Je zde zastávka na železniční trati Bratislava–Komárno. V obci je základní škola s vyučovacím jazykem maďarským.

## Historie
Obec vznikla v roce 1940 sloučením obcí Dolný Štál (první písemná zmínka o obci pochází z let 1254/1255), Horný Štál (první písemná zmínka o obci pochází z roku 1323) a Tône (první písemná zmínka o obci pochází z let 1254/1255). V letech 1948 až 1990 se obec nazývala Hroboňovo.

## Pamětihodnosti
- Římskokatolický kostel sv. Martina, jednolodní gotická stavba ze 14. nebo 15. století.s polygonálním ukončením presbytáře a představenou věží. Gotické žebrové klenby v presbytáři pocházejí z období kolem roku 1450. V roce 1746 kostel prošel barokní úpravou. V interiéru kostela jsou prezentovány původní konsekrační kříže. Fasády kostela jsou členěny opěrnými pilíři a rovně ukončenými okny se šambránami a klenáky. Věž je ukončena nárožními věžicemi a zděnou jehlancovou helmicí.[4]
- Reformovaný kostel, jednolodní klasicistní stavba z roku 1786 s polygonálním závěrem a představenou věží, která byla přistavěna v roce 1825. Objekt byl rozšířen v roce 1886.
- Soubor lidových domů z 19. století – jednopodlažní pětiprostorové stavby se sedlovou střechou. Fasády jsou bělené a střechy jsou pokryté slaměnými došky. Památkově chráněné jsou domy č.p. 71 a 77.[5]
- Židovský hřbitov

## Turistické atraktivity
- V obci je vlastivědný dům, ve kterém si lze prohlédnout památky tradičního vesnického stavitelství a kultury bydlení 20. století.
- Okolí se vyznačuje vynikajícími možnostmi pro cyklistiku, vodní sporty a na žitnoostrovských rančích se lze seznámit i s lukostřeleckým jezdectvím.